# Konwencja sumacyjna Einsteina
Konwencja sumacyjna Einsteina – skrótowy sposób zapisu równań polegający na pomijaniu znaków sumy we wzorach. Stosuje się go w celu zwiększenia przejrzystości zapisu.

## Zasady konwencji
Jeżeli mamy sumowanie po jakimś indeksie, a indeks przebiega wszystkie swoje dozwolone wartości i występuje w sumowaniu dwa razy: raz jako wskaźnik górny, a raz dolny, to znak sumowania pomijamy.
Indeks (wskaźnik) sumacyjny nazywamy w takim wypadku wskaźnikiem niemym.

## Przykłady
- {\displaystyle \sum _{j=0}^{3}g_{ij}A^{j}=g_{ij}A^{j}} – indeksem sumacyjnym (niemym) jest wskaźnik {\displaystyle j}
- {\displaystyle \sum _{\nu =0}^{3}\sum _{\lambda =0}^{3}\sum _{\delta =0}^{3}\Gamma _{\ \nu \ \delta }^{\mu \ \lambda }b^{\nu }c_{\lambda }d^{\delta }=\Gamma _{\ \nu \ \delta }^{\mu \ \lambda }b^{\nu }c_{\lambda }d^{\delta }} – indeksy nieme to {\displaystyle \nu ,} {\displaystyle \lambda } i {\displaystyle \delta ;} normalnym wskaźnikiem jest {\displaystyle \mu }
- iloczyn macierzy
{\displaystyle (A\cdot B)_{i}^{k}=\sum _{j}A_{ij}B^{jk}=A_{ij}B^{jk}}
- iloczyn skalarny wektorów
{\displaystyle \mathbf {a\cdot b} =\sum _{i}\sum _{j}g_{ij}a^{i}b^{j}=g_{ij}a^{i}b^{j}}
gdzie {\displaystyle g_{ij}} – składowe kowariantnego tensora metrycznego
- wartość formy liniowej na wektorze
{\displaystyle \mathbf {f\cdot b} =\sum _{i}f_{i}b^{i}=f_{i}b^{i}}
- mnożenie wektora przez macierz
{\displaystyle \mathbf {A\cdot b} =\sum _{j}A_{j}^{i}b^{j}=A_{j}^{i}b^{j}}
- dywergencja pola wektorowego
{\displaystyle \operatorname {div} \mathbf {a} =\sum _{i}\partial _{i}a^{i}=\partial _{i}a^{i}}